# Jehan Daniel
Jehan Daniel dit maître Mitou, musicien, prêtre du diocèse du Maine, né vers 1480, mort en 1550 à Angers.

## Biographie
Dès sa jeunesse, il eut pour protecteur Guy XVI de Laval, comte de Laval, à la maison duquel il a vraisemblablement appartenu, peut-être comme membre de sa chapelle (voir sa publication lors de la mort du comte en 1531).
En 1517, il se trouve à Angers, ayant peut-être obtenu un emploi grâce à l'intervention de la famille de Daillon, alliée à celle de la famille de Laval. Il était peut-être déjà attaché à la Cathédrale d'Angers. Toutefois en 1518, on le trouve à Nantes chargé d'organiser les spectacles donnés à l'occasion de l'entrée de François Ier en cette ville, où il est dit - organiste de la collégiale Notre-Dame. Il fournit également les couplets chantés à la tête de l'entrée du roi. 

## Publications
- Les noëls de Jean Daniel dit maître Mitou,... : 1520-1530. Précédés d'une Étude sur sa vie et ses poésies / par Henri Chardon,... Le Mans : impr. de B. Monnoyer, 1874, LXX-65 p. ; in-8, Textes en moyen français et en français contemporain ;
- Ordre funèbre triomphant et pompe pitoyable tenue a l'enterrement de feu le comte de Laval et amiral de Bretagne et lieutenant du roi.  1531, où il manifeste avec une sincère émotion son attachement au défunt.